# Спальня в Арле (картина Лихтенштейна)
«Спальня в Арле» (англ. Bedroom at Arles) — картина в стиле поп-арт, созданная американским художником Роем Лихтенштейном в 1992 году. Она выполнена маслом и акриловой краской «Magna». Работа создана на основе одноимённой серии из трёх картин нидерландского живописца Винсента Ван Гога. «Спальня в Арле» — единственное произведение Лихтенштейна, в котором он позаимствовал у чужой работы интерьер. Ныне картина хранится на ферме Фицхью (штат Мэриленд, США) в коллекции Роберта и Джейн Мейерхофф.

## История
По состоянию на 18 августа 2003 года картина была частью коллекции Роберта и Джейн Мейерхофф, размещённой на ферме Фицхью, которая располагается в полутора часах езды к северу от Вашингтона, столицы США. После Эндрю Меллона и первоначальных основателей Мейерхоффы являются крупнейшими жертвователями Национальной галереи искусств в Вашингтоне. «Спальня в Арле» выставлялась в Национальной галерее искусств с 1 октября 2009 года по 2 мая 2010 года. Этюды для картины были подарены наследниками Лихтенштейна и Фондом Лихтенштейна Национальной галерее искусств в 2005 году. Картина была адаптирована в 3D-инсталляцию «Спальня», которая будет представлена в 2020 году в музее MOCO.

## Детали
Лихтенштейн в свою работу внёс несколько изменений по сравнению с первоисточником, картиной Ван Гога. Так он заменил стулья на современные ему, а также повседневные рубахи у Ван Гога — белыми деловыми рубашками. При изображении одной из стен Лихтенштейн использовал технику точек Бен-Дей, а также отдал дань уважения гравюрам экспрессионистов, покрыв пол на картине волнистыми линиями. Произведение является частью серии работ Лихтенштейна в начале 1990-х годов, посвящённых домашним интерьерам, и предположительно основано на второй версии «Спальни в Арле», ныне хранящейся в Чикагском институте искусств, а не на двух других. Лихтенштейн резко увеличил масштаб работы Ван Гога с 72 × 90 см на 320 × 420 см и изменил стиль интерьера на картине с деревенского на буржуазный, используя изображения ярко-жёлтых «барселонских стульев», созданных в 1929 году немецким архитектором Людвигом Мисом ван дер Роэ. Предположительно Лихтенштейн работал над своей картиной, используя репродукцию второй версии «Спальни в Арле» Ван Гога, напечатанной на календаре 1993 года.
Лихтенштейн говорил, что он очистил версию Ван Гога и шутил, что это было бы по душе Ван Гогу, хотя он отмечал, что огромный контраст между его «мультяшным» стилем и оригиналом сам по себе юмористичен. Художник также добавлял, что его работа была выполнена дотошно, в то время как Ван Гог создавал свой шедевр спонтанно. Кроме того, Лихтенштейн утверждал, что его преобразование картины Ван Гога унижает мастера не больше, чем те же преобразования произведений Диего Веласкеса Пабло Пикассо.

## Критика
Кэрол Фогель из «The New York Times» охарактеризовала работу как «юмористическую интерпретацию». Алейд Хид описывает выбор цвета, который включает кислотно-жёлтый и ярко-бирюзовый, как кричащий. По словам Дианы Уолдман из музея Соломона Гуггенхайма, картина, представляющая собой перспективу проходящего мимо, успешно дистанцирует его версию от оригинала.